# SLIME
Pour les articles homonymes, voir Slime.
 (décembre 2023).

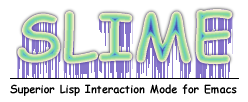
Logo SLIME.

SLIME (en anglais Superior Lisp Interaction Mode for Emacs) est un mode Emacs pour développer des applications en Common Lisp avec GNU Emacs ou certaines variantes.
SLIME est développé à l'origine par Eric Marsden[Qui ?] pour son usage personnel sous l'appellation SLIM ([Quand ?]). Il est ensuite [Quand ?] repris par Luke Gorrie[Qui ?] et Helmut Eller[Qui ?] sous la forme d'un projet de logiciel libre, ce qui attira les contributions d'une centaine de programmeurs.